# Vinzenz Geiger
Vinzenz Geiger (Oberstdorf, 24 de julio de 1997) es un deportista alemán que compite en esquí en la modalidad de combinada nórdica.
Participó en dos Juegos Olímpicos de Invierno, obteniendo tres medallas, oro en Pyeongchang 2018, en la prueba por equipo (con Fabian Rießle, Eric Frenzel y Johannes Rydzek), y dos en Pekín 2022, oro en trampolín normal + 10 km y plata por equipo (con Manuel Faißt, Julian Schmid y Eric Frenzel).
Ganó ocho medallas en el Campeonato Mundial de Esquí Nórdico entre los años 2019 y 2025.

## Palmarés internacional
| Juegos Olímpicos   | Juegos Olímpicos            | Juegos Olímpicos  | Juegos Olímpicos                      |
| Año                | Lugar                       | Medalla           | Prueba                                |
| ------------------ | --------------------------- | ----------------- | ------------------------------------- |
| 2018               | Pyeongchang (Corea del Sur) | Medalla de oro    | TG + 4 × 5 km por equipo              |
| 2022               | Pekín (China)               | Medalla de oro    | TN + 10 km individual                 |
| 2022               | Pekín (China)               | Medalla de plata  | TG + 4 × 5 km por equipo              |
| Campeonato Mundial |                             |                   |                                       |
| Año                | Lugar                       | Medalla           | Prueba                                |
| 2019               | Seefeld (Austria)           | Medalla de plata  | TN + 4 × 5 km por equipo              |
| 2021               | Oberstdorf (Alemania)       | Medalla de plata  | TN + 4 × 5 km por equipo              |
| 2023               | Planica (Eslovenia)         | Medalla de plata  | TG + 4 × 5 km por equipo              |
| 2023               | Planica (Eslovenia)         | Medalla de plata  | TN + 2 × 2,5 km/2 × 5 km equipo mixto |
| 2025               | Trondheim (Noruega)         | Medalla de oro    | TG + 4 × 5 km por equipo              |
| 2025               | Trondheim (Noruega)         | Medalla de plata  | TN + 2 × 2,5 km/2 × 5 km equipo mixto |
| 2025               | Trondheim (Noruega)         | Medalla de bronce | TN + 7,5 km individual                |
| 2025               | Trondheim (Noruega)         | Medalla de bronce | TG + 10 km individual                 |